# Caramel Ribbon
Caramel Ribbon (キャラメル☆リボン) est un groupe de musique d’idoles japonaises formé en janvier 2009 par l’école d’acteur et agence Esse Academy. Il est actuellement composé de 3 membres. Chacune d’entre elles est associée à une couleur. Le groupe est originaire d'Osaka dans la région de Kansai.
En juin 2013, Caramel Ribbon a signé avec le label T-Palette Records.
Il s’agit d’un groupe sœur des Na-Na, qui rejoint lui aussi a rejoint le label,.
En janvier 2016, le groupe quitte le label après quelques sorties de disques et activités en son sein, pour signer chez Actrus Records la même année.
Le site officiel du groupe a changé d'adresse.
Le groupe se sépare le  31 mars 2017.

## Fiche
- Caramel☆Ribbon (キャラメル☆リボン)
- Années d'activité : 2009-2017
- Labels :
  - T-Palette Records (2013-2015)
  - Actrus Records (2016-2017)
- Agence : Esse Academy

## Membres
- Seina Fukata (深田聖奈) (née le 27 septembre 1997 (27 ans))
- Amane Ueno (上野天音) (née le 25 juin 1998 (26 ans))
- Aoi Yoshinaka (吉仲葵)  (née le 4 mars 1999 (26 ans))

Anciens membres
- Erina Sakaki (阪木恵里奈)  (née le 11 juin 1998 (26 ans))

## Discographie

### Singles
1. 11 août 2010 : Nijiiro / Naniwa Kuishinbo Yokochou (虹色 / なにわ食いしんぼ横丁)
2. 16 juillet 2012 : Koi no Music / Shining Day (恋のmusic / Shining Day)
3. 24 avril 2013 : Yakusoku no Basho / Ashita e to ~Dance Ver. (約束の場所 / 明日へと〜Dance Ver.)
4. 25 septembre 2013 : Start Ribbon (スタートリボン)
5. 29 juillet 2014 : First Secret (ファーストシークレット)
6. 15 décembre 2015 : Triple Candy
7. 21 septembre 2016 : Beauty Butterfly / Hoshizora to Kumo (Beauty Butterfly / 星空と雲?)